# أبو عراضة (نصار)
أبو عراضة (بالفارسية: ابوعراضه) هي قرية تقع في إيران في قسم نصار الريفي. يقدر عدد سكانها بـ 0 نسمة بحسب إحصاء 2016.